# 锡兰共产党（毛主义）
锡兰共产党（毛主义）（英語：Ceylon Communist Party (Maoist)）是斯里兰卡的一个共产主义政党。成立于1964年，分裂自锡兰共产党，成立时也自称锡兰共产党；为与原锡兰共产党区别，通常被称为锡兰共产党 (北京派)。
1973年，美国国务院估计该党拥有约500—800名干部，并拥有“控制锡兰工会联合会和锡兰种植园工会的能力，其成员总数约为11万”。毛泽东死后，该党公开指责中国领导层的新路线，并成为革命国际主义运动的创始成员和南亚毛主义政党和组织协调委员会的成员。1991年，该党在一次会议上宣布改名为“锡兰共产党（毛主义）”。纳加林·桑穆加塔桑领导该党直至1993年去世。